# 民主発展新戦線
民主発展新戦線（みんしゅはってんしんせんせん、英語:The New Front for Democracy and Development、オランダ語:Nieuwe Front voor Democratie en Ontwikkeling）はスリナムの社会民主主義政党連合。2005年3月25日に行われた直近の国民議会選挙では、51議席中23議席を獲得した。民主発展新戦線はスリナム国民党、進歩改革党、Pertjajah Luhur、スリナム労働党の4党から構成。